# Science fiction-film
Science fiction-film er en filmgenre, der bruger ting fra fantastisk litteratur baseret på science fiction, der ikke nødvendigvis er accepteret som værende naturvidenskabelige faktum som fx rumvæsener og tidsrejser. 
Genren har eksisteret siden Georges Méliès' stumfilm Rejsen til månen fra 1902, der imponerede med sine fotografiske effekter. Den næste større film i genren var filmen Metropolis fra 1923. I 1930'erne og til 1950'erne bestod genren hovedsageligt af low-budget B-film. Efter Stanley Kubricks film Rumrejsen år 2001 fra 1968 blev genren taget mere seriøst. I slutningen af 1970erne blev science fiction-film med store budgetter og mange effekter populære som fx Star Wars og Alien.